# Marconi (zona di Roma)
Marconi (in antico Piana di Pietra Papa) è la zona urbanistica 15A del Municipio Roma XI di Roma Capitale. Si estende sul quartiere Q. XI Portuense, sulla piana delimitata dalla ferrovia Roma-Pisa e il tratto di fiume Tevere tra Ponte dell'Industria e Ponte Guglielmo Marconi.
Gli abitanti di questo quartiere sono detti colloquialmente “marconiensi”.

## Geografia fisica

### Territorio
La zona confina:
- a nord con la zona urbanistica 16D Gianicolense
- a est con la zona urbanistica 11A Ostiense
- a sud con la zona urbanistica 11B Valco San Paolo e 15C Pian due Torri
- a ovest con le zone urbanistiche 15B Portuense e 16A Colli Portuensi

## Storia

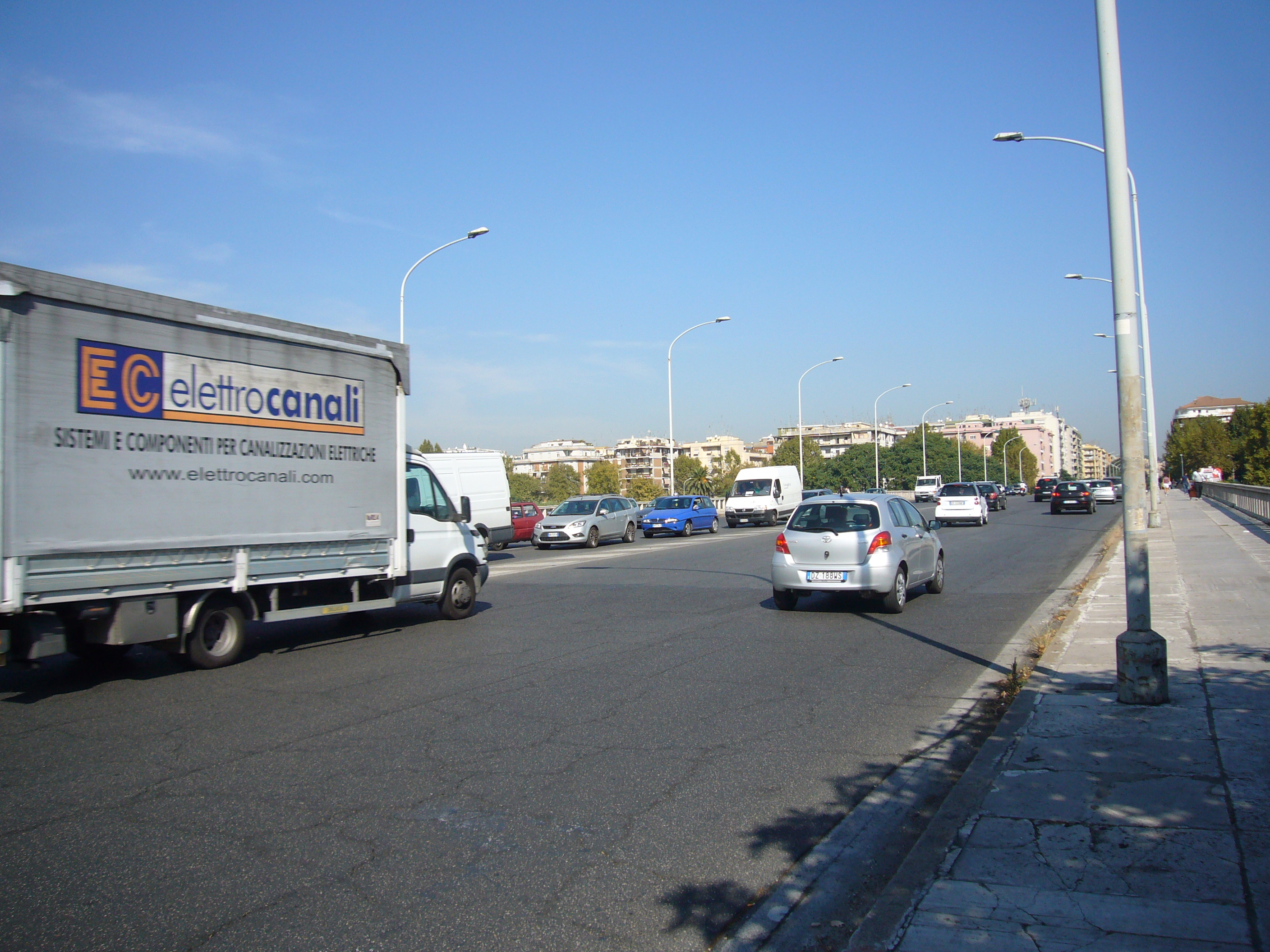
Ponte Marconi, testata Ostiense verso la zona Marconi

L'urbanizzazione della zona, formalizzata già nel Piano regolatore del 1931 prevedeva di proseguire, nella destinazione industriale dei terreni a sud di Roma compresi nelle due anse del Tevere fra Testaccio e la Magliana, la linea di sviluppo urbano già identificata e avviata dallo Stato Pontificio, e particolarmente da papa Pio IX. Dopo l'Unità d'Italia si stabilirono così in riva destra del Tevere i grandi stabilimenti Mira Lanza, Molini Biondi, Società anonima Oliere, la raffineria della Purfina, favoriti dalla vicinanza della ferrovia e del Tevere (grande arteria di smaltimento rifiuti, prima della costruzione del sistema dei depuratori negli anni 60-70). Gli impianti furono tutti dismessi tra gli anni 50 e i primi 60, lasciando terreni lungamente abbandonati e lo spazio per un'edilizia residenziale intensiva e spesso abusiva, che creò grandi problemi di risanamento urbanistico.
L'abitato moderno si sviluppa lungo l'asse stradale di viale Guglielmo Marconi e lungo l'asse secondario di via Quirino Majorana (cosiddetto Nuovo Trastevere).
Benché l'urbanizzazione moderna non lo lasci neppure sospettare, la zona fu abitata, economicamente attiva ed intensamente frequentata fin dall'epoca romana, sia come area agricola, che come scalo fluviale, che come sede della via Campana con adiacenti aree sepolcrali, e presenta quindi vari siti di interesse archeologico, tra cui:
- una necropoli dell'età repubblicana e un deposito-magazzino a via Pierantoni[1];
- mausoleo convertito in cisterna, basolato della via Campana e Terme di età imperiale a Pozzo Pantaleo (ex Purfina)[2];
- nella zona di Pietra Papa resti di una villa romana agricola e di darsene.

I siti di interesse storico sono: Casa Vittoria; Asilo nido Fantasia; Case operaie di via dei Papareschi; Società Colle e concimi; Scuola Pascoli; Mira Lanza (edifici vari); Autoparco della Croce Rossa; Teatro India; Molini Biondi.
La zona è collegata tramite il ponte dell'Industria, o ponte di ferro, e il ponte Guglielmo Marconi, con la zona urbanistica 11A Ostiense, nel quartiere omonimo.
Un terzo ponte ciclo-pedonale, ponte della Scienza, la cui costruzione è stata terminata nel 2013, è stato dichiarato agibile il 29 maggio 2014.

## Architetture religiose
- Chiesa di Gesù Divino Lavoratore, su via Oderisi da Gubbio.
- Chiesa dei Santi Aquila e Priscilla, su via Pietro Blaserna.

## Infrastrutture e trasporti
|  | È raggiungibile dalla stazione di Roma Trastevere. |